# Bezirk Kotzman
Bezirkul Kotzman (în română Cozmeni, în ruteană Kicmań) a fost un bezirk (bițârc-în graiul bucovinean) în Ducatul Bucovinei. Acesta cuprindea părți din nordul Bucovinei. Reședința bezirkului era orașul Cozmeni (Kotzman). După Primul Război Mondial a devenit parte a României, iar în prezent este parte a Ucrainei.

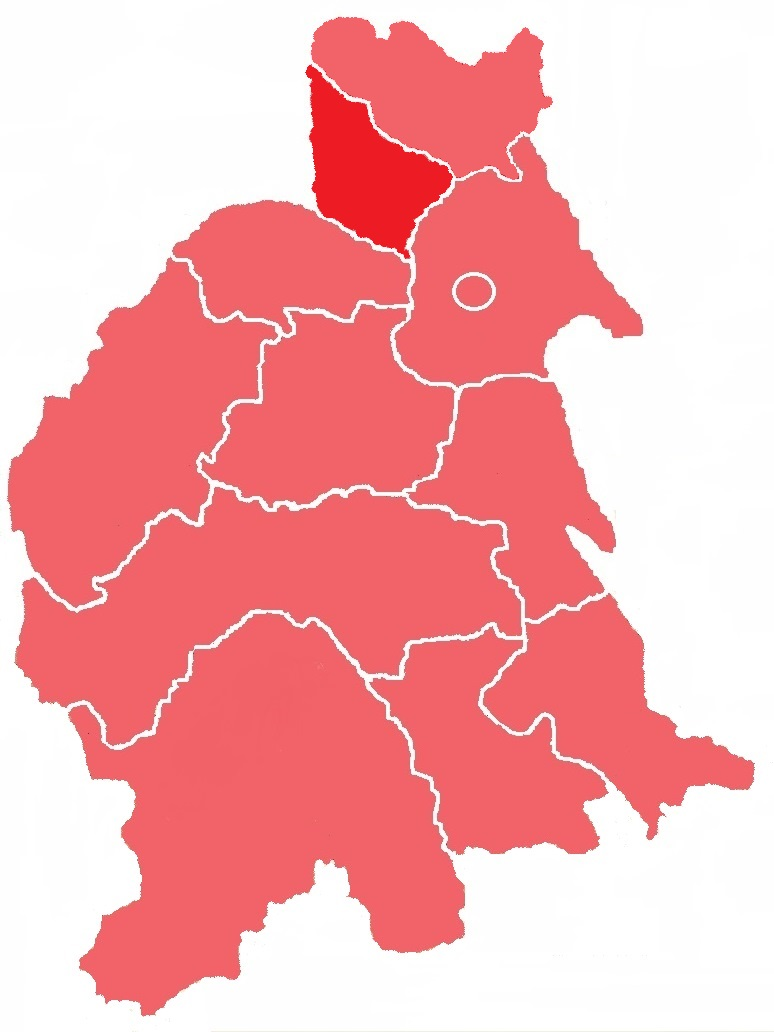
Bezirkul Kotzman (1910)

## Istoric
Districtele politice moderne ale Monarhiei Habsbugice au fost create în jurul anului 1868 ca urmare a separării distictelor politice de cele judiciare. Bezirkul Cozmeni a fost creat în 1868 din districtele judiciare Cozmeni (Gerichtsbezirk Kotzmann) și Zastavna (Gerichtsbezirk Zastawna). La data de 1 octombrie 1905, districtul judiciar Zastavna a fost separat de districtul Cozmeni și a format un nou district, districtul Zastavna (Bezirk Zastawna).
În Bezirkul Cozmeni trăiau în anul 1869 76.082 de persoane, iar în 1900 numărul de locuitori a crescut la 94.633. Populația era formată în anul 1900 din: 83.419 vorbitori nativi de limba ruteană (68,9 %), 9.167 vorbitori nativi de limba germană (9,7 %), 129 vorbitori nativi de limba română (0,1 %)și 1.809 vorbitori nativi de alte limbi (1,9 %). Suprafața bezirkului era în anul 1900 de 518,80 km² și cuprindea două districte judiciare cu 53 de comune și 51 Gutsgebieten (comunități private fără un consiliu local, gestionate de proprietarii acestora).
| Anul | Locuitori | Vorbitori nativi de germană | Vorbitori nativi de ruteană | Vorbitori nativi de română | Vorbitori nativi de alte limbi |
| ---- | --------- | --------------------------- | --------------------------- | -------------------------- | ------------------------------ |
| 1869 | 76.082    |                             |                             |                            |                                |
| 1880 | 81.087    | 6.064                       | 72.626                      | 525                        | 1.787                          |
| 1890 | 90.042    | 8.224                       | 79.638                      | 93                         | 1.974                          |
| 1900 | 94.633    | 9.167                       | 83.419                      | 129                        | 1.809                          |

## Localități
În anul 1910 bezirkul Cozmeni era format din districtul judiciar Cozmeni.
Gerichtsbezirk Kotzman:
- Orașul Cozmeni (Kotzman în germană, Kicmań în ruteană)
- Berhomet  (Berhometh am Pruth)
- Clivești (Kliwestie)
- Davidești (Dawidestie)
- Dubăuți (Duboutz)
- Gavrilești (Hawrilestie)
- Iujineț (Juzynetz)
- Ivancăuți (Iwankoutz)
- Clivodin (Kliwodyn)
- Lașchiuca (Laschkowka/Laszkowka)
- Lujeni (Luzan)
- Malatineți  (Malatynetz)
- Nepolocăuți (Nepolokoutz)
- Orășeni (Oroscheny)
- Oșehlib (Oschechlib)
- Piedicăuți (Piedykoutz)
- Revacăuți (Rewakoutz)
- Șipeniț (Schipenitz)
- Șișcăuți (Schischkoutz)
- Stăuceni (Stawczan)
- Suhoverca (Suchowerchow)
- Valeva  (Walawa)
- Viteluvca (Witelowka)
- Zeleneu (Seleneu)